# Eois arenacea
Eois arenacea är en fjärilsart som beskrevs av Paul Dognin 1912. Eois arenacea ingår i släktet Eois och familjen mätare. Inga underarter finns listade i Catalogue of Life.